# Mazarunius oedipus
Genre
Espèce
Mazarunius oedipus, unique représentant du genre Mazarunius, est une espèce d'opilions laniatores de la famille des Manaosbiidae.

## Distribution
Cette espèce est endémique du Guyana.

## Description
Le mâle syntype mesure 7 mm et la femelle syntype7 mm.

## Publication originale
- Roewer, 1943 : « Über Gonyleptiden. Weitere Weberknechte (Arachn., Opil.) XI. » Senckenbergiana, vol. 26, p. 12–68.